# Craig Gentry
Craig Gentry (1973) é um cientista da computação estadunidense. É mais conhecido por seu trabalho em criptografia, especificamente encriptação completamente homomórfica. Em 2009 sua tese, na qual construiu o primeiro esquema de encriptação completamente homomórfica, ganhou o ACM Doctoral Dissertation Award. Em 2010 recebeu o Prêmio Grace Murray Hopper pelo mesmo trabalho.
Foi palestrante convidado do Congresso Internacional de Matemáticos em Seul (2014: Computing on the Edge of Chaos: Structure and Randomness in Encrypted Computation).
Para o Congresso Internacional de Matemáticos de 2022 em São Petersburgo está listado como palestrante plenário.